# Calogero Volpe
Calogero Volpe (Montedoro, 15 agosto 1910 – Roma, 3 agosto 1976) è stato un politico, medico e mafioso italiano appartenente alla Democrazia Cristiana e deputato della Repubblica Italiana sin dalla Costituente e fino alla morte.

## Biografia
Fu presidente dell'Ente Nazionale Zolfi Italiani, sottosegretario di stato dal 1960 al 1970, primo firmatario e relatore della Legge per l'attribuzione della professionale ai minatori delle miniere di zolfo, e sindaco di Montedoro per 16 anni.

## Controversie
Il giornalista e scrittore Michele Pantaleone del quotidiano L'Ora lo definì mafioso in una sua pubblicazione alla fine degli anni Sessanta. Processato a Torino per calunnia, il giornalista socialista siciliano venne assolto.
Il sociologo e attivista Danilo Dolci, con un dossier (riprodotto nel libro Chi gioca solo del 1966) presentato nel 1965 durante una conferenza stampa seguita a un'audizione della Commissione antimafia, accusò di collusioni con la mafia Volpe (allora sottosegretario alla Sanità), il ministro del Commercio con l'estero Bernardo Mattarella, il senatore Girolamo Messeri ed altri notabili della Democrazia Cristiana. Mattarella e Volpe lo querelarono e dopo un tormentato percorso processuale durato sette anni Dolci fu condannato per diffamazione a due anni di reclusione, che non scontò per effetto dell'indulto approvato l'anno precedente. Durante la sua testimonianza al processo, Volpe ammise pubblicamente di aver conosciuto e frequentato i noti boss mafiosi Calogero Vizzini, Giuseppe Genco Russo e Michele Navarra.

In un libro di memorie, l'onorevole democristiano Giuseppe Alessi (primo Presidente della Regione siciliana) scrisse: